# Linea 5 (metropolitana di Parigi)
La linea 5 della metropolitana di Parigi, contraddistinta dal colore arancione, è una delle 16 linee che compongono il sistema di trasporto rapido della città di Parigi, in Francia; attraversa la zona est della capitale francese da Bobigny a Place d'Italie. È l'ottava linea più frequentata della rete.
All'inizio del 2006 fu annunciato che la linea 5 e altre due linee riceveranno nuovo materiale rotabile, da introdurre nel 2010.

## Cronologia
- 6 giugno 1906: inaugurazione della linea nella tratta da Place d'Italie a Gare d'Orléans (oggi Gare d'Austerlitz).
- 14 luglio 1906: linea temporaneamente estesa a Gare de Lyon.
- 17 dicembre 1906: estensione a Lancry (oggi Jacques Bonsergent).
- 14 ottobre 1907: la linea 2 Sud da Étoile a Place d'Italie viene incorporata nella Linea 5
- 15 novembre 1907: estensione da Lancry a Gare du Nord.
- 15 novembre 1936: ricostruzione di Gare du Nord per potere in futuro estendere la linea.
- 2 settembre 1939: chiude il servizio alla stazione Arsenal all'inizio della seconda guerra mondiale, e la stazione verrà poi chiusa permanentemente
- 12 ottobre 1942: tratta Étoile - Place d'Italie trasferita alla Linea 6 (Place d'Italie - Nation). La linea 5 viene estesa da Gare du Nord a Eglise de Pantin.
- 25 aprile 1985: estensione da Eglise de Pantin a Bobigny Pablo Picasso.

## Futuro
È stata programmata un'estensione della linea a sud partendo da Place d'Italie fino a Place de Rungis; potrebbe essere costruita tra il 2020 e il 2030.
Una stazione intermedia, Bobigny - la Folie, potrebbe venire costruita tra Bobigny - Pablo Picasso e Bobigny - Pantin - Raymond Queneau. L'attuale tracciato tra le due stazioni è il più lungo della rete tra due stazioni adiacenti (escluse le linee RER). La stazione potrebbe essere completata per il 2016.

## Stazioni che hanno cambiato nome
- 15 ottobre 1907: Avenue de Suffren diventa Rue de Sèvres e Place Mazas diventa Pont d'Austerlitz.
- 11 marzo 1910: Bienvenüe diventa Avenue du Maine.
- 1º novembre 1913: Rue de Sèvres diventa Sèvres - Lecourbe.
- 1º giugno 1916: Pont d'Austerlitz diventa Quai de la Rapée.
- 15 ottobre 1930: Gare d'Orléans diventa Gare d'Orléans-Austerlitz.
- 30 giugno 1933: Avenue du Maine diventa Bienvenüe.
- 6 ottobre 1942: Bienvenüe diventa Montparnasse - Bienvenüe.
- 10 febbraio 1946: Lancry diventa Jacques Bonsergent.
- 1979: Gare d'Orléans-Austerlitz diventa Gare d'Austerlitz.

## Turismo
La linea 5 passa presso diversi luoghi di interesse:
- Place d'Italie e l'area del Butte aux Cailles
- Bastiglia e l'Opera.
- stazioni ferroviarie del XIX secolo di stazione Nord, stazione Est e stazione d'Austerlitz.
- Parc de la Villette e la Cité des Sciences et de l'Industrie.